# Jonathan Dove

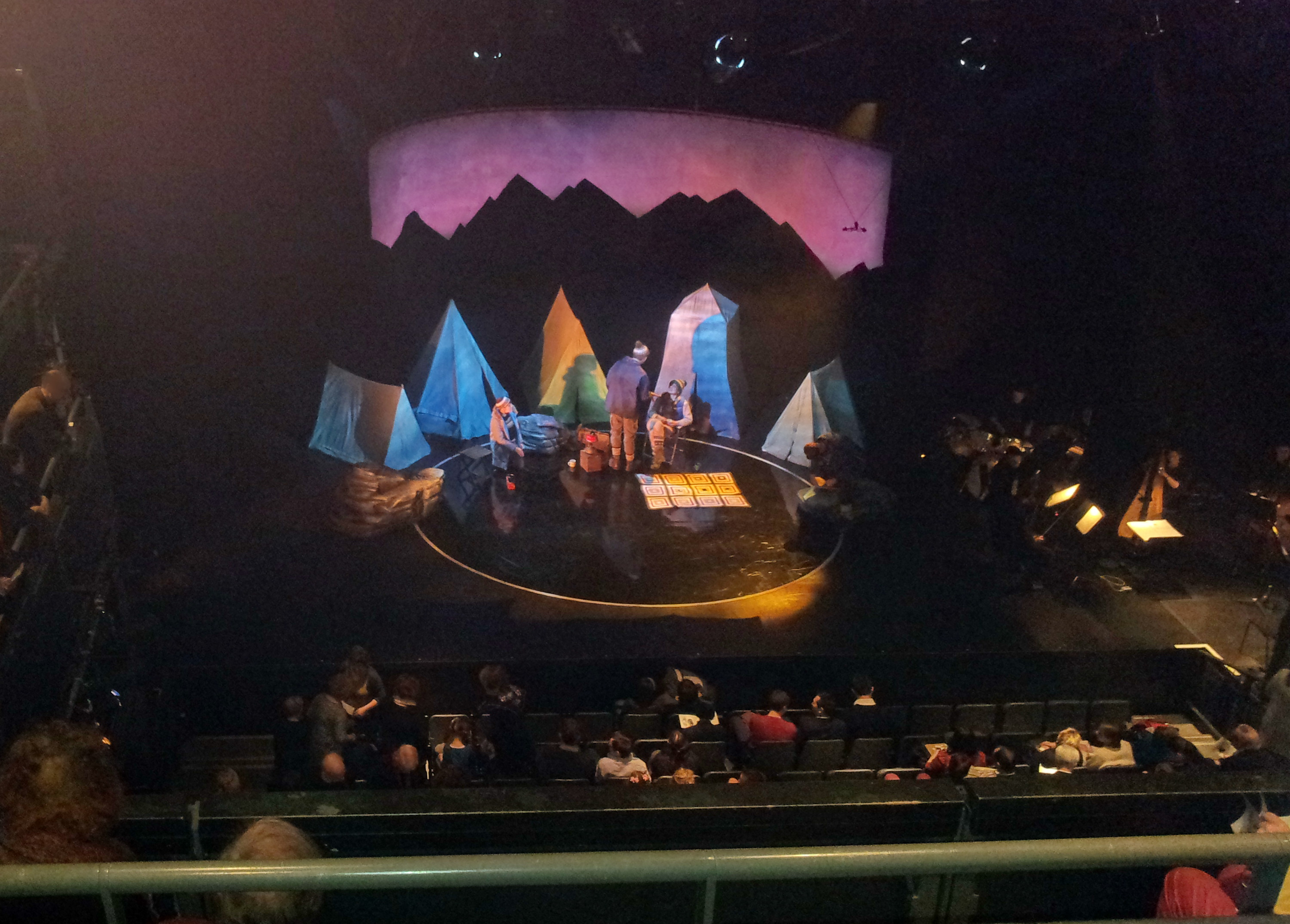
Londres, Royal Opera House Covent Garden. Representació de la òpera Swanhunter en el Linbury Studio Theatre.

Jonathan Dove CBE (Londres, 1959) és un compositor britànic conegut per la seva producció d'òperes, obres corals, bandes sonores, música orquestral i de cambra. És autor de quasi trenta òperes, moltes creades o arranjades expressament per a companyies teatrals britàniques com l'English Touring Opera, la Birmingham Opera Company o la Glyndebourne Opera House. L'any 2019, va ser nomenat Commander of the Order of the British Empire (CBE) pels seus serveis a la música.

## Biografia
Nascut a Londres, en el si d'una família d'arquitectes, va començar la seva trajectòria musical estudiant Piano, Orgue i Viola. Continuà els seus estudis a Cambridge estudiant composició amb Robin Holloway i després anàlisi al Goldsmiths College, Londres. Després de graduar-se va començar a treballar com a pianista acompanyant, revisor i arranjador.
L'any 1987 va començar a treballar com a assistent de director de cor a Glyndebourne, inaugurant la seva relació amb la Sussex Opera House també com a arranjador. Degut a la falta de recursos del teatre, l'any 1990 va presentar la seva adaptació de Der Ring des Nibelungen per a pocs solistes, molts dels quals repetien personatge, i divuit instrumentistes orquestrals. Va establir relacions amb el Almeida Theatre i allà va estrenar òperes com Siren Song l'any 1994 i Tobias and the Angel l'any 1999. Aquesta última reunia a nens, cors de la comunitat, instrumentistes i cantants professionals en una narració de 75 minuts del Llibre de Tobies. No va ser fins a l'any 1998 que la carrera de Dove feu un gran salt amb la creació original de l'òpera Flight. Aquesta comèdia ambientada en un aeroport, va tenir molt èxit ja que va ser enregistrada, televisada i representada per Europa, Amèrica i Austràlia.
Va esdevenir Director Artístic del Spitalfields Festival des de l'any 2001 fins a l'any 2006, sent eix vertebrador d'una programació d'inclusió social que ressaltava la diversitat de la població de l'est de Londres. Aquest projecte finalitzà amb la seva composició On Spital Fields, una cantata participativa que incorporava nens i nenes del barri i músics professionals. Aquest projecte el va fer mereixedor del RPS Education Award que va guanyar l'any 2006. En dues ocasions diferents va inaugurar l'última vetllada del The Proms, una l'any 2010 amb l'obra A Song of Joys per a cor i orquestra i l'altra el 2016 amb una versió reeditada de Our Revels Now Are Ended.
L'any 2015 va estrenar The Monster in the Maze, una òpera de format comunitari encarregada per l'Orquestra Simfònica de Londres, l'Orquestra Filharmònica de Berlín i el Festival d'Ais de Provença i va ser dirigida sota la batuta de Sir Simon Rattle durant tres produccions diferents. El Monstre en el Laberint ha rebut el premi BASCA British Composer Award en la categoria Joves intèrprets i ha estat interpretada per tot el món, sent traduïda al taiwanès, al portuguès, al suec i al català.

## Obra
La seva experiència professional l'ha dotat d'un profund coneixement de la veu i de la complexa dinàmica de funcionament d'un teatre d'òpera. La veu i l'òpera han estat sempre les prioritats centrals en la producció variada de Dove al llarg de la seva carrera.

### Òpera i Balet
- Pig (1992). Òpera d'un acte de 14 minutes.
- Greed (1993). 6 minuts.
- L'augellino Belverde (1994). Òpera de tres actes en 130 minuts.
- Siren Song (1994). Òpera d'un acte de 70 minuts.
- Flight (1998). Òpera de tres actes en 135 minuts.[5]
- Tobias and the Angel (1999). Oratori escenificat de 75 minuts.
- The Palace in the Sky (2000). Òpera de dos actes en 110 minuts.
- Tales of Hope and Desire (2001 - 2006). Una trilogia de 30/20/30 minuts.
- L'altra Euridice (2001). Òpera d'un acte de 30 minuts.
- The Hackney Chronicles (2001). Òpera de quatre actes en 50 minuts.
- When She Died... (2002). Òpera de 50 minuts, format televisiu.
- Le porte di Bagdad (2003). Balet cantat de 33 minuts.

- La dama ed il pulitore di Damasco (2003). Òpera d'un acte de 20 minuts.
- On Spital Fields (2005). Obra escenificada de 70 minuts.
- An Old Way to Pay New Debts (2006). Òpera d'un acte de 30 minuts.
- The Enchanted Pig (2006). Conte musical de 120 minuts.
- Man on the Moon (2006). Òpera de 50 minuts, format televisiu.
- Kwasi & Kwame (2007). Òpera de dos actes 120 minuts.
- The Adventures of Pinocchio (2007). Òpera de dos actes en 140 minuts.
- Swanhunter (2009). Òpera d'un acte de 65 minuts.
- Seven Angels (2009). Òpera de set actes en 30 minuts.
- Mansfield Park (2011). Òpera de dos actes en 105 minuts.
- Diana and Actaeon (2012). Balet d'un acte de 30 minuts.
- Life is a Dream (2012). Òpera de tres actes en 120 minuts.
- The Walk from the Garden (2012). Oratori escenificat de 45 minuts.
- The Day After (2015). Òpera d'un acte de 70 minuts.
- The Monster in the Maze (2015). Òpera d'un acte de 50 minuts.
- Marx in London (2018). Òpera de dos actes en 115 minuts.

### Obra Coral
- Wellcome, all Wonders in One Sight! (1990). SATB, 4 minuts
- Who Killed the Cock Robin? (1995). SATB, 6 minuts.
- Gloria (1995). SATB, Congregació, 4 trompetes, Timpani i Orgue, 6 minuts.
- Three Seaside Postcards (1995). Cor de nens i orquestra, 18 minuts.
- To the Millennium (1999). SATB i orquestra, 3 minuts.
- The Three Kings (2000) Nadala SATB, 4 minuts.
- Bless the Lord, O My Soul (2000). SATB i Orgue, 5 minuts.
- Vast Ocean of Light (2010). SATB, 6 minuts.
- Two Sonnets (2011). SSAATTTBBB, 8 minuts.
- The Wells Service (2012). SSAATTBB, 8 minuts.
- Antiphon (2015). Doble cor SSA i SATB.
- Arion and the Dolphin (2015). Cantata per Contratenor, Cor de nens, Cor SATB, 2 Pianos i Percussió, 25 minuts.
- Vadam et circuibo civitatum (2016). SSAATTBB, 8 minuts.
- They Will Rise (2018). SATB i Orgue, 5 minuts.
- We Are One Fire (2019). SSAATTBB.
- Vertue (2019). SSAATTBB, 6 minuts.

### Veu i Acompanyament
- All You Who Sleep Tonight (1996). Mezzosoprano i Piano, 21 minuts.
- The Beautifull Cassandra (1997). Narrador i Piano, 17 minuts
- My Love is Mine (1997). Mezzosoprano a cappella, 3 minuts.
- Five Am'rous Sighs (1997). Soprano i Piano, 10 minuts.
- Ariel (1998). Soprano a cappella, 18 minuts
- Out of Winter (2003). Tenor i Piano, 20 minuts.
- All the Future Days (2004). Mezzosoprano i Piano, 20 minuts.
- Minterne (2007). Soprano, Violí i Violoncel, 20 minuts.
- Cut My Shadow (2011). Mezzosoprano i Piano, 9 minuts.
- Three Tennyson Songs (2011). Baix-baríton i Piano, 10 minuts.
- The End (2012). Tenor, Flauta, Oboè i quartet de corda, 8 minuts.
- The Immortal Ship (2012). Tenor i Guitar, 8 minuts.
- Who Wrote the Book of Love? (2014). Baix-baríton i quartet de corda, 30 minuts.
- Nights Not Spent Alone (2015). Mezzosoprano i Piano, 10 minuts.
- In Damascus (2016) Tenor i quartet de corda, 34 minuts.
- Under Alter'd Skies (2017) Tenor i Piano, 20 minuts.
- Youth Gone (2019) Soprano i Piano, 2 minuts.